# Great Kei
Great Kei (ang.), Groot-Kei (afrikaans) – rzeka w Południowej Afryce, w Prowincji Przylądkowej Wschodniej, dopływ Oceanu Indyjskiego. Długość rzeki wynosi około 240 km.
Rzeka powstaje z połączenia rzek White Kei (Wit-Kei) i Black Kei (Swart-Kei), około 50 km na południowy wschód od miasta Queenstown. Rzeka płynie w kierunku południowo-wschodnim, na znacznej długości meandruje. Do oceanu uchodzi koło miejscowości Kei Mouth. Głównym dopływem jest rzeka Tsomo.
W epoce apartheidu rzeka wyznaczała południowo-zachodnią granicę bantustanu Transkei.